# 卢茨·翁格尔
卢茨·翁格尔（德語：Lutz Unger，1951年6月19日—），德国男子游泳运动员，主攻自由泳。他曾代表东德参加1972年夏季奥林匹克运动会游泳比赛，获得一枚银牌和一枚铜牌。